# 白川橋 (荒川)

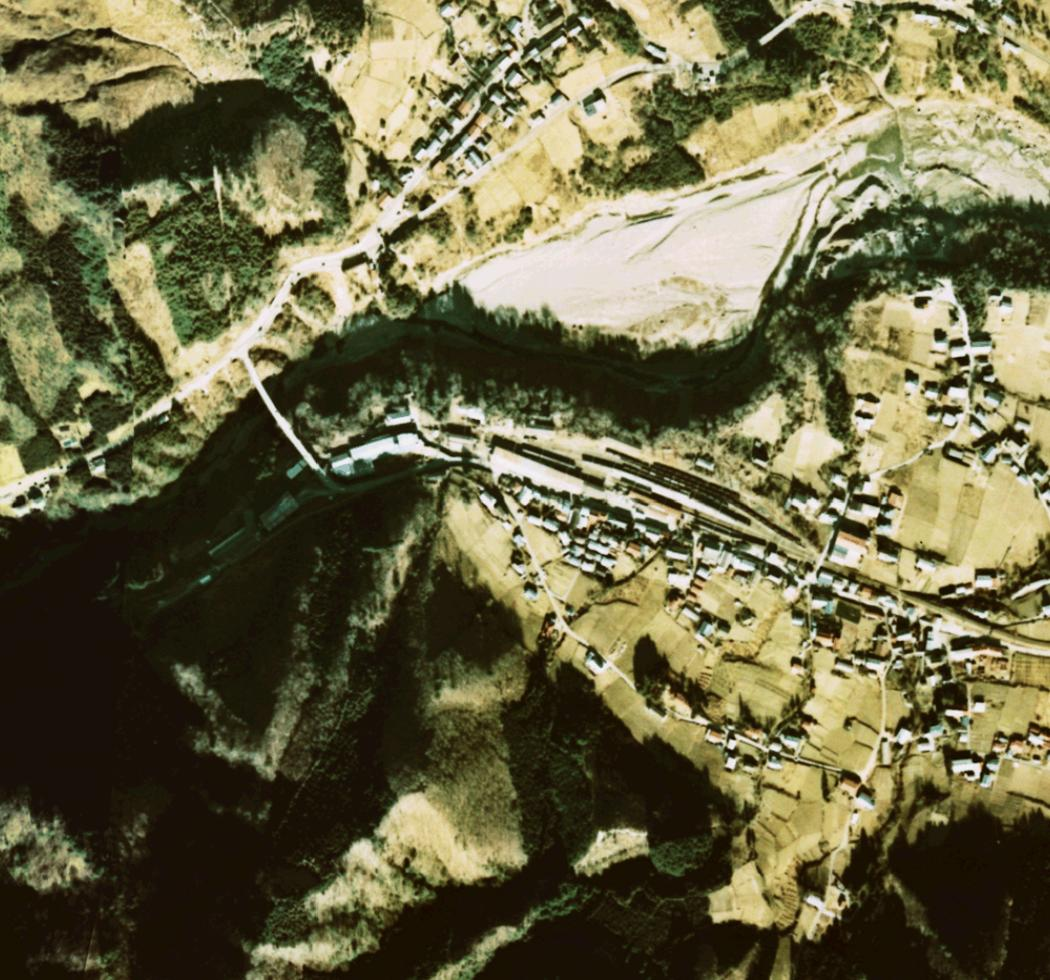
白川橋周辺空中写真(1974年撮影 国土画像情報オルソ化空中写真(国土交通省)より)

白川橋（しらかわばし）は、埼玉県秩父市荒川白久と同荒川贄川の間で荒川に架かる埼玉県道210号中津川三峰口停車場線の道路橋である。荒川最上流に架かる県道の橋でもある。

## 概要
本橋は河口から137.8 kmの位置に架かり荒川の深渓に架かる橋長115.2メートル、総幅員9.0メートル、有効幅員8.0メートル（車道6.0メートル、歩道2.0メートル）、最大支間長72.0メートルの鋼上路2ヒンジソリッドリブアーチ橋である。アーチリブの高さは基礎より16.0メートルである。また、右岸側は左岸側に比べ緩慢な地形のため橋脚を立てて上路式単純桁橋に接続され、橋詰に架けられたコンクリート橋で秩父鉄道三峰口駅の引き上げ線がアンダークロスする。支間割りは左岸側より11.5メートル、72.0メートル、14.9メートル（11.5メートル + 3.4メートル）、16.2メートルである。歩道は2.0メートルで下流側のみに設置されている。橋の高さは河床から橋面まで60メートルである。車道には外向きに1.5パーセント、歩道には内向きに2パーセントの横断勾配がつけられている。
親柱には荒川地区の民俗芸能の絵画が描かれ、レトロな外見をした道路照明灯が設置されている。高欄は当地にゆかりのあるしゃくなげの花（旧大滝村の花）としだれ桜（旧荒川村の木）のデザイン高欄が設置されている。なお、道路照明灯は竣工当時のものではなく後年交換されたものである。橋の北詰はすぐ国道140号の交差点に至る。
奥秩父の交通の要所で、西武観光バスの中津川線、および三峰口線、三峯神社線の経路である他、小鹿野町営バスの日向大谷・三峰口線の走行経路に指定されている。左岸寄りのバス停は「白川橋」バス停が最寄り。橋の名前は白川村に架けられたことに因む。

### 諸元
- 橋格 - 2等橋（TL-14）[1][5]（竣工時）/ 1等橋相当（T-20）（拡幅後）
- 総工費 - 5587万円[12]
- 形式 - 鋼上路2ヒンジソリッドリブアーチ橋[6]
- 橋長 - 115.2 m
- 総幅員 - 6.6 m（竣工時）[1]/ 9.0 m（拡幅後）[5]
- 有効幅員 - 6.0 m（竣工時）/ 8.0 m（拡幅後）
- 支間長 - 72.0 m
- 桁下高 - 60 m
- 基礎 - 直接基礎
- 着工 - 1961年（昭和36年）7月[7]
- 竣工 - 1963年（昭和38年）3月[7]
- 開通 - 1963年（昭和38年）5月15日[13]

## 歴史

### 栃の木坂の渡し

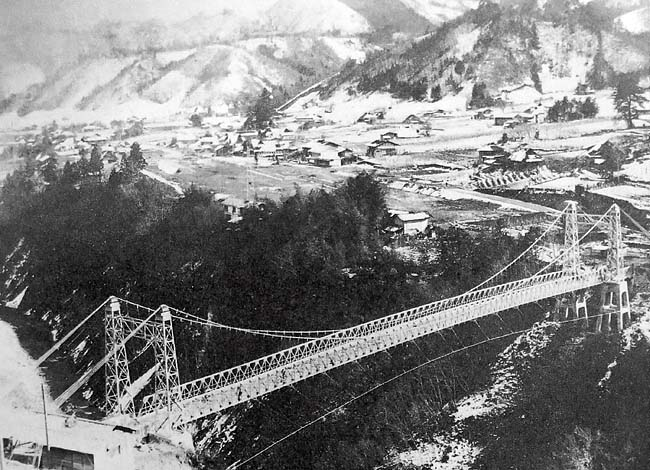
旧白川橋（1929年）

橋が架けられる以前はすぐ下流側の谷が開けた場所（北緯35度57分45.6秒 東経138度58分54秒 / 北緯35.962667度 東経138.98167度）にある「栃の木坂の渡し」と呼ばれる（「八幡坂の渡し」や地名から「川端の渡し」とも呼ばれる）荒川最上流の渡船場か、上流側の猪ノ鼻（現在の秩父市荒川贄川小字猪鼻）の場所に架けられていた幅6尺（約1.8メートル）の板張りの木製吊り橋を渡っていた。「栃の木坂の渡し」は渡船2艘を有する私設の渡船場で、三峯方面へ行き来するためには必ずここを通る必要があった。（「栃の木坂の渡し」については荒川橋#歴史の項も参照）。 栃の木坂とは白久側（右岸側）より渡船場へと続く坂道で、八幡坂とは贄川側（左岸）の渡船場への坂道の事である。
この渡船場は1929年に白川橋が開通したことにより廃止された。渡船場への道は現存する。

### 1929年の橋
白川橋は下流側の平和橋と共に白川村（白久地区）への秩父鉄道秩父本線の誘致活動の一環として、1929年（昭和4年）11月に現在の橋の150メートル下流側の、荒川の両岸が狭まっている位置に鋼製の吊り橋として架けられていた。橋長127メートル、幅員4メートル。メインケーブルは直径42ミリメートルのワイヤーロープを使用している。
橋の主塔は両岸の段丘崖上に設けられたコンクリート製の基礎の上に設てられ、鉄骨で組まれた鋭角な四角錐状の形状でトラス構造を持ち、橋床は木製の板敷である。桁は鋼補剛トラス構造で、桁の両側に耐風索および耐風支索と呼ばれる、桁の横変位と捩れを抑制するための鋼ケーブルが設けられている。吊り橋は単径間の橋であり側径間は有していない。主径間のアプローチとなるコンクリート桁橋の側径間が両岸にある。橋の塗色は白色に塗られていて女性的な景観美を持ち、橋そのものも観光資源であった。
重量制限は6トンで、歩行者や自転車の他自動車の通行も可能であった。なお、バスは橋の負荷軽減のため、渡る際には乗客は一旦バスから降りて徒歩で橋を渡らなければならなかった。
この橋の開通で秩父鉄道の開通と相まって大滝村や両神村から白久地区を通るバスや貨物自動車などの通行が増加した。橋は秩父鉄道が所有したが、後に両岸の道路が県道になったためこの橋も県に移管され県管理の橋になった。竣工当時は白川村に架かる橋であったが1943年（昭和18年）2月11日の合併により所在地が荒川村となった。
1957年（昭和32年）8月1日、連日の酷暑で橋桁が伸び気味だった所に10時半頃、鉱石を満載したトラック2台が橋を通過したことにより、その重さがきっかけで片側の補剛桁が曲がってしまう事故が発生した。この事故を受けて重量制限6トンだったところを4トンに引き下げられた。

暑さで曲った桁（1957年8月）

この橋は床版交換や鎮錠（ちんてい）の修理など8回にわたる修繕を行ないつつ、30年余りに渡り村民の生活の他、村の産業や観光に重要な役割を果たしてきたが、橋の老朽化の他モータリゼーションの進展に伴い、時代にそぐわないものとなり、1963年の新橋の開通後、役目を終え廃止された。

#### 旧橋存続問題
旧橋は「白いつり橋」と呼ばれ今まで多くの人々に愛され、親しまれていた。また、秩父の観光資源でもあったことから新橋開通後も存続が検討された。
秩父土木事務所は新橋の建設が進捗し、旧橋の解体について1964年（昭和39年）3月解体予定で関係者と検討している中、新橋完成の1年ほど前である1962年頃より秩父市および荒川村は旧橋の払い下げを競願した。
秩父市および荒川村は旧橋を払い下げて下流に移設の上で再活用する計画を立て、荒川村は現在の平和橋の場所、秩父市は下影森から久那を結ぶ通学橋（現在の巴川橋付近）として計画し、「是非地元へ」という村民の熱意により荒川村の案に決まりかけていた。ところが秩父市は農免道路を建設する計画にあたり、ネックとなっていた橋梁の建設（現、柳大橋）に掛かる費用は国からの援助金が下りることになり、農免道路の建設を優先することを決定したため、秩父市は旧橋の移設計画を撤回してしまい、荒川村も財政上の問題から払い下げや移設作業に必要な解体費用を捻出できず、移設計画は宙に浮くことになり、何も出来ないまま長い間風雨に晒され荒れるがまま放置されてきた。
しかし、対岸の地元通勤通学者にとっては新橋は架橋位置の関係から駅から遠回りになり、旧橋の方が近道になるため、旧橋廃止後も徒歩利用され続けた。橋の管理者であった秩父土木事務所は橋を通行禁止にする措置を取り、橋詰にその旨の立て札てが立てられたが、それでも危険を承知の渡橋が後を絶たなかった。このままでは渡橋者が危険に晒され、いつ転落事故が起こるか分からないため、ついに秩父土木事務所は1970年（昭和45年）3月25日より橋の解体撤去作業に着手され、主塔の土台やコンクリート桁橋などを残して撤去され姿を消した。

#### 現在
現在は遺構としてコンクリート製の主塔の基礎およびコンクリート製の側径間が両岸に残されている他、右岸側のアンカレイジが三峰口駅構内の引き上げ線脇に残されている。また、取り付け道路が秩父鉄道の引き上げ線と交差する箇所に設けられた踏切（第4種踏切）と共に残されている。
埼玉県が推進する水辺空間とことん活用プロジェクトにより、2019年（平成31年）3月18日（プレオープンは2月21日）に、旧橋周辺の深い渓谷を活用したアクティビティ施設「秩父ジオグラビティパーク」がオープンした。旧橋の遺構も同施設の吊り橋「キャニオンウォーク」に再利用されている。

### 1963年の橋

白川橋の渡り初め（1963年）

交通量の増大と通行車両の大型化などに対処するため、旧橋の約150メートル上流側の位置に1961年（昭和36年）7月着工され、2ヵ年継続事業として総工費5587万円を投じて鋼アーチ橋の永久橋として架けられ、1963年（昭和38年）3月竣工し、旧橋より付け替えられた。これが現在の白川橋である。橋の施工は上部工は宮地鉄工所（現、宮地エンジニアリング）下部工は大滝村磯田建設が担当し、架設工法として、ケーブルエレクション工法（直吊りか斜め吊りかは不明）が用いられた。また、橋の建設に合わせて延長225メートルの取り付け道路も整備された。
竣工当初は総幅員6.6メートル、有効幅員6.0メートルの橋で歩道は設置されていなかった。床版は有効厚さ160ミリメートルのRC（鉄筋コンクリート）床版が使用されていた。橋の塗色は旧橋と同様に白色に塗装された。車道には2パーセントの横断勾配がつけられていた。
橋の開通式は1963年（昭和36年）5月15日11時より橋の南詰にて挙行され、式典の後に神官を先頭に三世代家族による渡り初めが行なわれた。
この橋の開通により路線バスは応急処置的に武州中川駅前を発着場所に変更していたが、今まで通り三峰口駅前に直接乗り入れるようになった。この路線バスは大滝村や両神村への足となっていた。
竣工当時は荒川村に架かる橋であったが、2005年（平成17年）4月1日の合併（平成の大合併）により秩父市の橋となった。

#### 拡幅工事

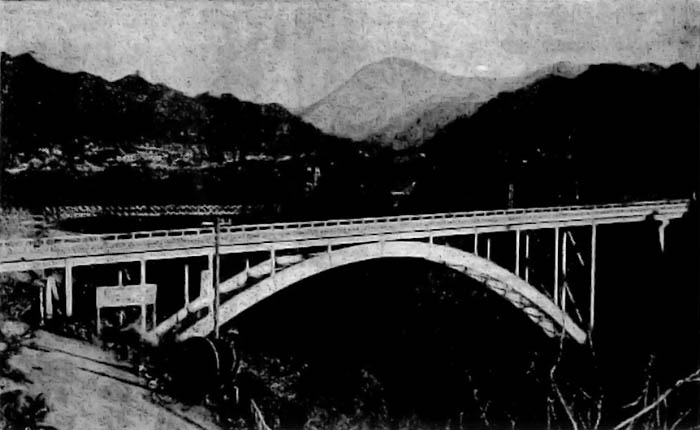
竣工当時の白川橋（1963年）

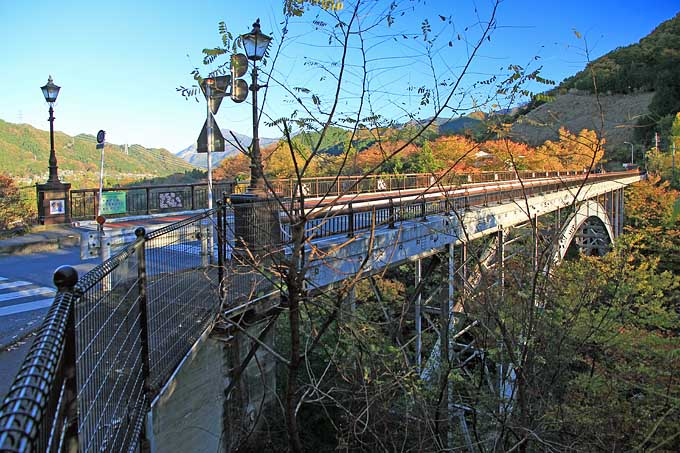
現在の白川橋（2014年）

橋の開通から30年が経過し、交通量の増加や通行車両の大型化に伴い、RC床版に亀裂が入る損傷が目立つようになったため、県は床版の修繕をすることを決め、その修繕を契機にかねてより地域住民からの要望であった歩道の新設を検討した結果、床版の交換を兼ねて橋を拡幅整備して歩道を新設することとなった。
歩道の設置については片側もしくは両側設置とした場合やその幅員など5つのプランを検討し、歩道追加により車道中心線のずれに伴う橋に与える応力の変化を評価したところ、歩道幅員が適度にあり橋の応力超過が許容範囲内（10パーセント以内）であった現行の川下側に幅2メートルの歩道を新設するものになった。
拡幅工事は1991年（平成3年）9月30日着工された。事業主体は埼玉県秩父土木事務所で施工は三井造船が担当した。鋼床版の活荷重は大型車の通行を考慮し一等橋並みのT-20とした。周囲は狭隘なため、100メートルほど離れた場所に機材ヤードを設けた。
工事の特徴として橋はバス路線であり、周辺にその迂回路がないことから橋を全面通行止めには出来ず、交通供用しながらの施工となるため、昼間は1車線分（3.5メートル）の通行路および歩行者通行帯（0.8メートル）を確保して信号機による片側交互通行を行ない、夜間（22時30分-5時30分）に全面通行止めにして工事が行なわれた。施工は橋面を46ブロック（アーチ部29ブロック、側径間17ブロック）に区切る分割施工とし、橋の右岸寄りにあるゲルバーヒンジがあるブロックを起点としてそこから前後するように両岸にむけてブロック施工を行ない、覆工板（仮路面）の撤去、RC床版の撤去および斫り、主桁フランジ部のケレン作業（錆びや付着物を除去する作業）、鋼床版の設置、覆工板の再設置、などを1ブロック1サイクルとして一夜のうちに行ない、それをブロック数分繰り返した。施工時は荷重の変化に伴う橋のたわみや変形に配慮された。鋼床版はデッキプレート厚12ミリ（歩道部は10ミリ）の車道張出部、車道中間部、歩道部でそれぞれ設計が異なる物を使用し、主桁フランジの間に高さ調整用のフィラープレートを介して高力ボルトで取り付けられた。微妙な高さ調整はアスファルト舗装で行われた。なお舗装厚は車道80ミリメートル、歩道50ミリメートルである。地覆（橋の路肩部分）および縁石は軽量化に配慮され鋼製のものが使用された。高欄は美観に配慮され、鋳鉄製でデザイン付きのものに交換された。
1992年（平成4年）3月20日拡幅工事は完了した。工事着手から完了するまでの間、無事故無災害を達成している。

#### 現在
白川橋の耐震補強工事が2021年（令和3年）度を目処に実施されている。工事の完了後は、橋にアクティビティ施設「秩父ジオグラビティパーク」のバンジージャンプ台が整備される予定である。その高さは常設開催サイトとして竜神大吊橋に次ぐ国内2番目の高さとなる予定である。

## 周辺

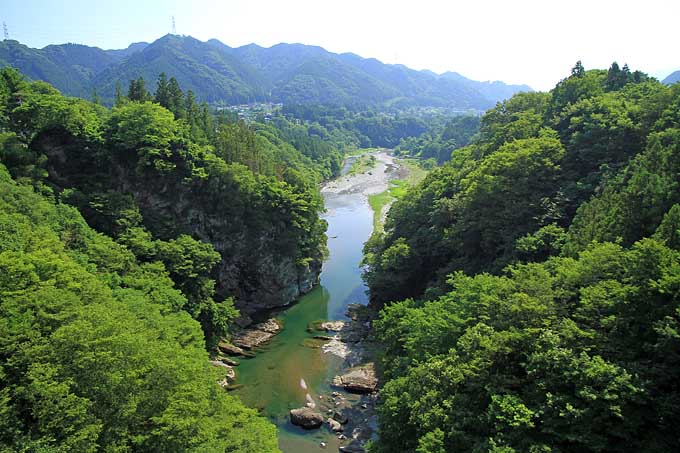
白川橋より下流側を望む。

橋は秩父盆地の外れの断層地帯に位置し、この付近を境に下流側は約1500万年前の地層を有した河岸段丘域で、上流側は秩父帯と呼ばれる約2億年前の固い地層を有した秩父山地の山間部の深いV字谷の渓谷となっている。この橋より上流側の集落は山の中腹や谷沿いの狭い傾斜地に立地する。
河原は河床の砂礫が減小し基盤の岩石が目立つアーマー化現象が見られる。
周囲は秩父多摩甲斐国立公園の普通地域と呼ばれる区域が近い。渡船場のあった付近の河原で神明社川瀬祭りの祭典が行われる。また、昭和30年代までどんどん焼きに似た「天狗まつり」と呼ばれた祭事が付近の河原で行われ、藁でできた数基の天狗小屋が立つ光景が橋より見られた。かつて橋の右岸上流側に秩父鉱山の鉱石の出荷駅があり、その付帯施設である索道が存在した。
秩父を訪れていた地質学者のナウマンが、白川橋が架けられている辺りの高台から遠景の武甲山の情景を眺めて絶賛したという。また、小説家の幸田露伴は贄川宿から望む情景はスイスに似ていると「知々夫紀行」に記している。
- 三峰口駅・秩父鉄道車両公園
- 秩父ジオグラビティパーク
- 贄川宿（秩父甲州往還の宿場町）
- 贄川 - 荒川の支流
  - 八幡橋 - 国道140号の橋
- 秩父市立荒川西小学校
- 円通寺のシダレザクラ
- 八幡神社 - 左岸側の渡船場への道に立地
- 阿弥陀寺

## その他
- 白川橋は秩父における自殺の名所の一つでもある[32]。秩父市は橋からの投身自殺が多く[42]、このような背景から市は主要な橋の高欄などに橋からの投身自殺を防ぐ目的で「自殺予防標語入り看板」を設置し、その成果を上げている[43]。白川橋もその対象になっており、橋の歩道側両詰に設置されている[44]。
- 橋の高欄にジオパーク秩父の「三峰口の白川橋」の看板が設置されている[30]

## 風景

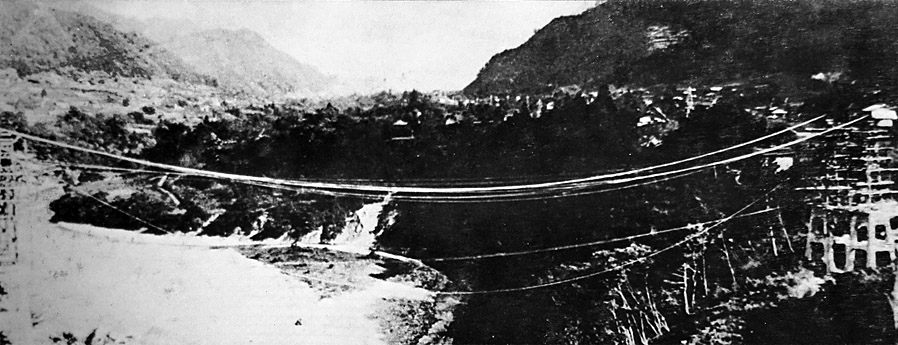
施工中の旧白川橋。
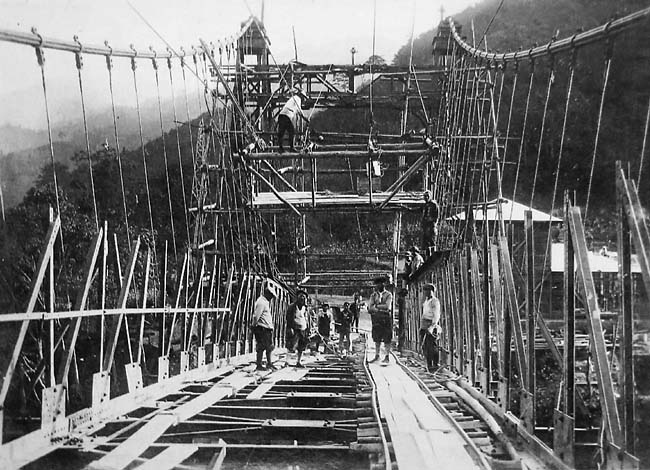
施工中の旧白川橋。
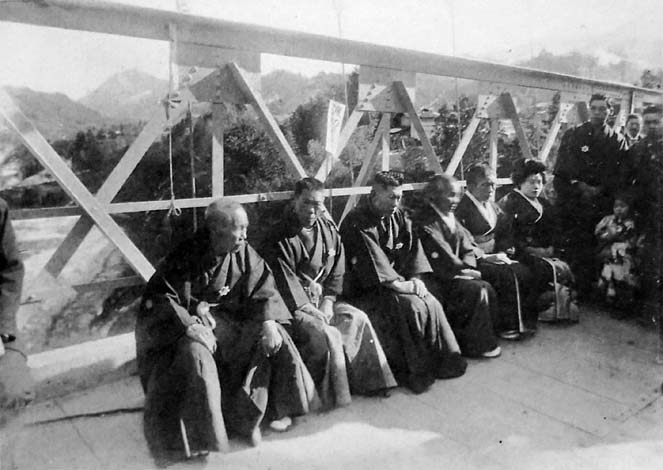
旧白川橋の開通式の様子。
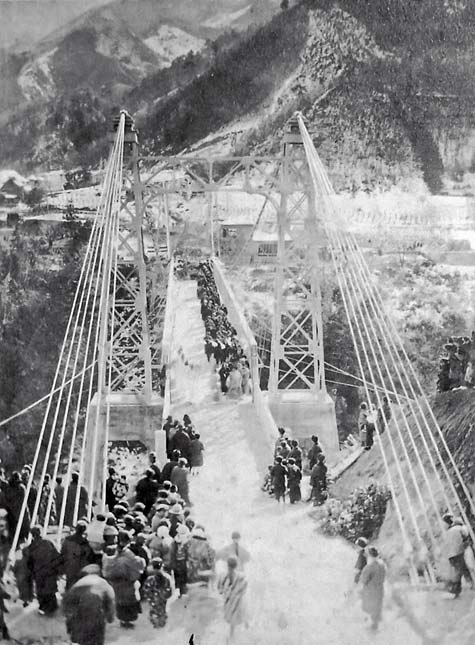
旧白川橋の渡り初め。
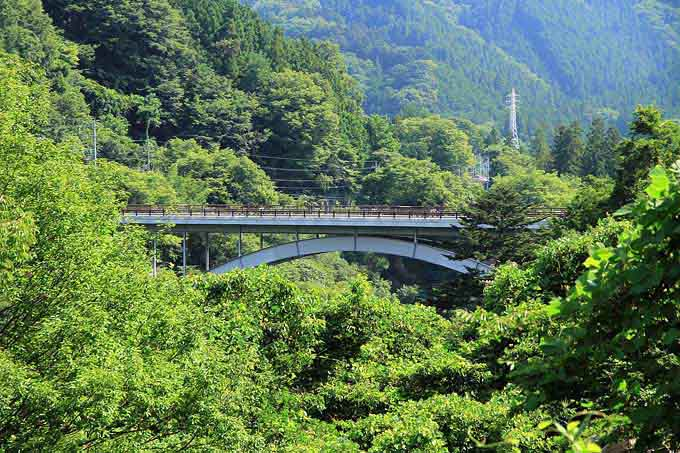
右岸上流側より望む。
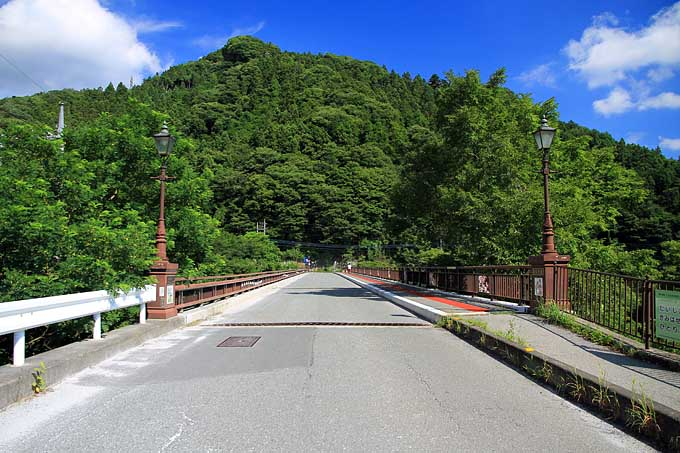
右岸側橋詰より望む。
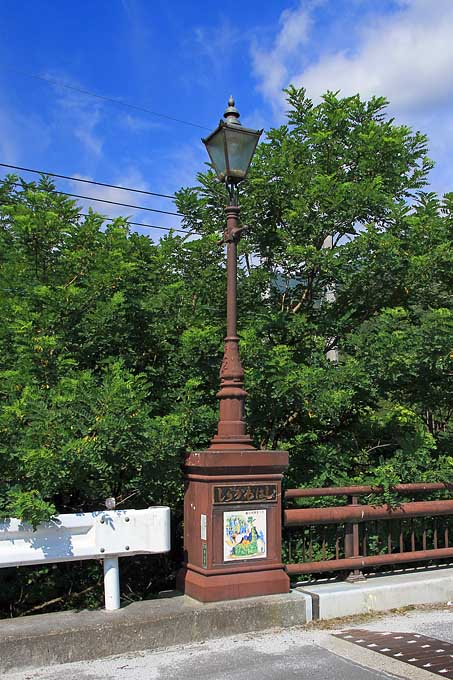
親柱と照明灯。
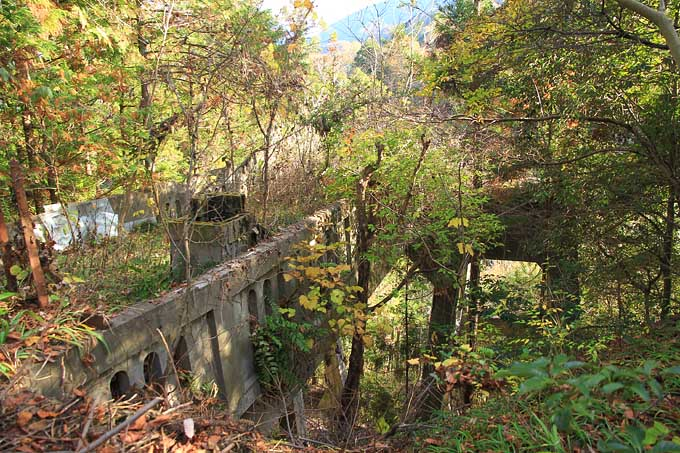
左岸側に現存する旧白川橋の遺構。主塔の基礎およびコンクリート製の側径間が残されている。
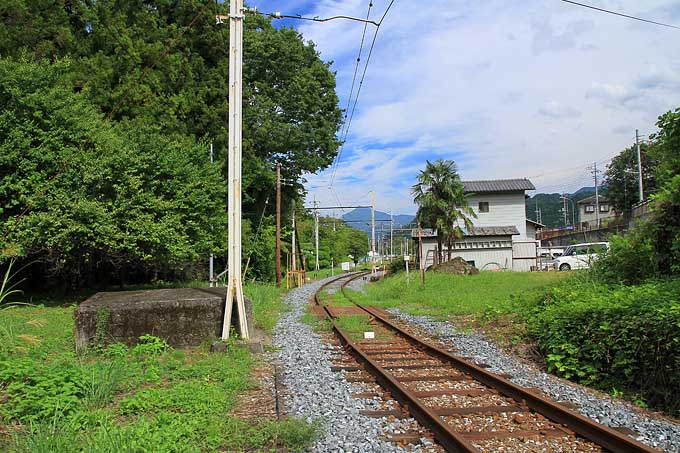
三峰口駅構内の引き上げ線。旧橋のアンカレイジと取り付け道路の踏切が残されている。

## 隣の橋
- 荒川

（上流） - 大血川橋 - 万年橋 - 白川橋 - 平和橋 - 荒川橋 - （下流）